# Río Iró
Río Iró è un comune della Colombia facente parte del dipartimento di Chocó.
L'istituzione del comune è del 20 luglio 2000, quando venne separato dal comune di Condoto.